# جاده ئی۳۸ اروپا
جاده ئی۳۸ اروپا (به انگلیسی: European route E38) یکی از جاده‌های اصلی قاره اروپا است.
این جاده که از شهر هلوخیف (اوکراین) شروع شده، در شهر چیمکند (قزاقستان) به پایان میرسد و مسافت آن ۳۴۰۰ کیلومتر است.